# Space Shuttle

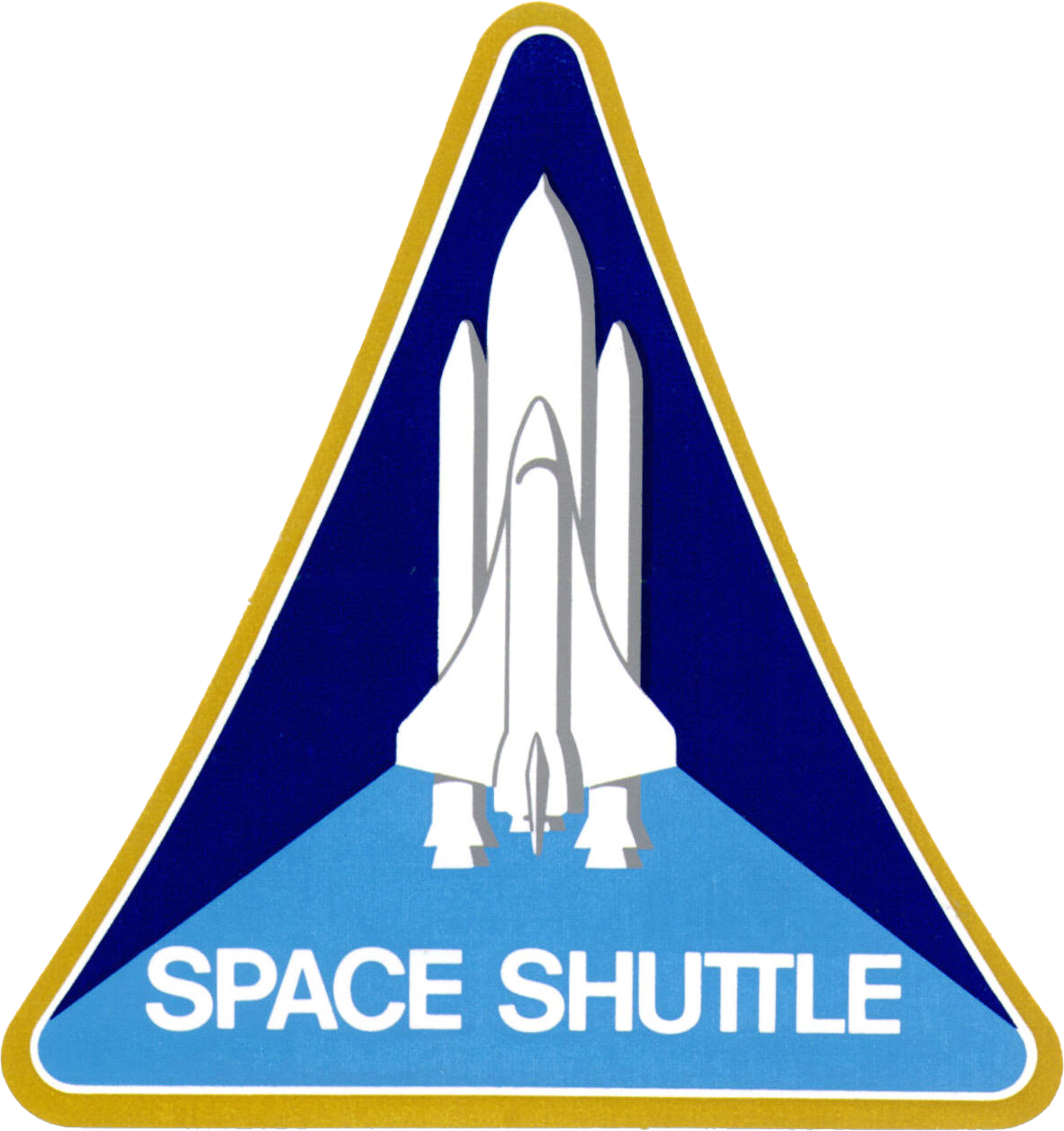
Logo projektu

Space Shuttle (oficiálně Space Transportation System) byl americký program provozovaný vládní organizací NASA, v rámci kterého byly uskutečňovány pilotované lety do vesmíru za pomoci kosmických raketoplánů. Lety byly řízeny z řídicího střediska v Johnsonově kosmickém středisku v texaském Houstonu.
Celkem bylo zkonstruováno pět plně funkčních raketoplánů: Columbia, Challenger, Discovery, Atlantis a Endeavour. První let proběhl v dubnu 1981 a poslední let se uskutečnil v červenci 2011.

## Popis raketoplánu

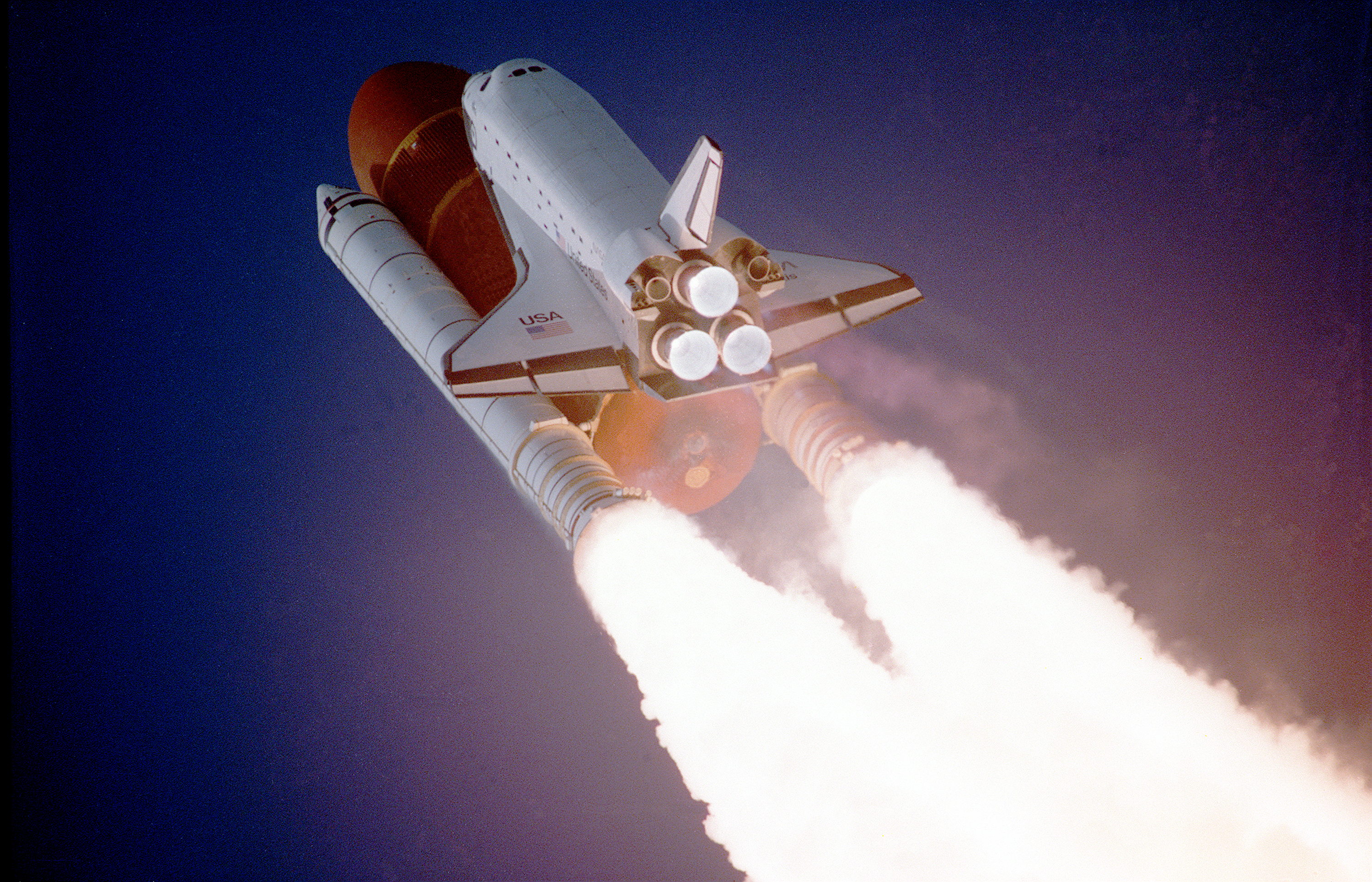
Start raketoplánu Atlantis na misi STS-27
Snímek: NASA

Kompletní raketoplán při jeho vzletu tvoří tři části:
- dva pomocné startovací stupně SRB (Solid Rocket Boosters);
- odhazovací nádrž ET (External Tank);
- družicový stupeň (Orbiter), vybavený hlavními motory SSME (Space Shuttle Main Engines).

Celková délka sestavy raketoplánu Space Shuttle při vzletu je 56,14 m. Vzletová hmotnost se u jednotlivých exemplářů i jejich misí liší a pohybovala se přibližně kolem 2050 tun. Celková přistávací hmotnost vlastního raketoplánu také kolísala a závisela zejména na množství dopravovaného nákladu, obvykle se pohybovala od 90 do 115 tun.
Na oběžnou dráhu mohl raketoplán vynést náklad do hmotnosti 29,5 tuny, dopravit zpět mohl náklad do hmotnosti až 14.5 tuny.
Jednotlivé raketoplány ve flotile nebyly zcela identické, s postupnou stavbou se jejich parametry zlepšovaly, primárně snižováním hmotnosti.
Postaveny byly: Enterprise (jen demonstrátor, do kosmu neletěl), Columbia, Endeavour, Challenger, Discovery, Atlantis.

### Družicový stupeň

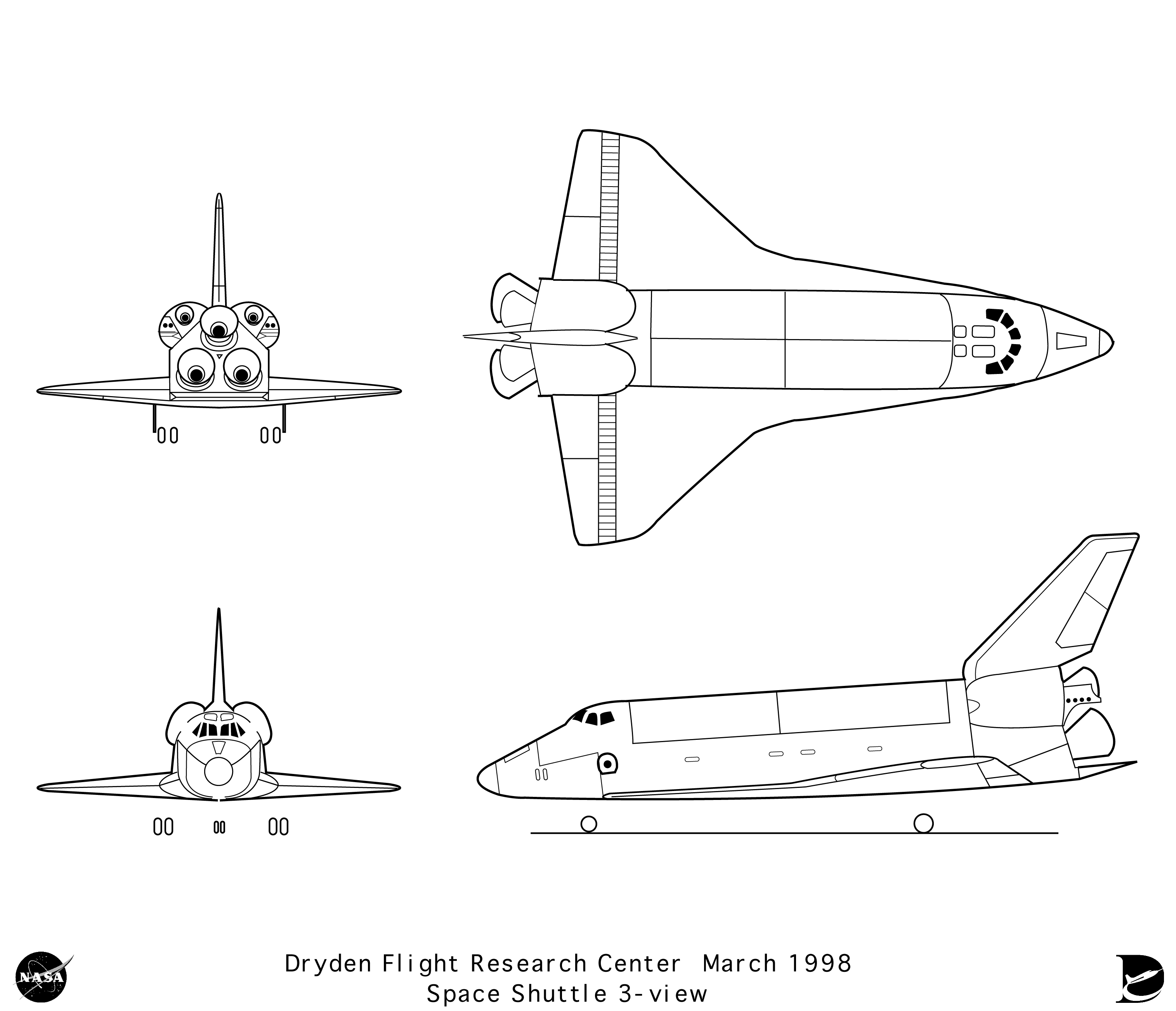
Družicový stupeň
Kresba: NASA

Okřídlený družicový stupeň vyvinul hlavní dodavatel celého raketoplánu. Jedná se o dolnoplošník s deltovitým křídlem s dvojí šípovitostí o celkové délce 37,24 m, výšce 17,25 m a rozpětí 23,79 m. Jeho prázdná hmotnost je různá u jednotlivých exemplářů (Columbia byla nejtěžší) a pohybuje se kolem 90 tun. Družicový stupeň tři hlavní konstrukční části:
- dvoupodlažní kabina pro posádku;
- trup s nákladovým prostorem;
- motorový prostor s motory SSME.

Prostor pro posádku (7 osob, v nouzových případech až 10 osob) má objem 71,5 m3 a v jeho prostorách je atmosféra normálního vzduchu o tlaku 1014 hPa. V jeho horní části se nachází letová paluba, vybavená 10 okny, na níž jsou soustředěny prvky řízení, v dolní části je obytná paluba s bočním průlezem pro nástup a výstup osádky a s průlezem do nákladového prostoru, sanitárním zařízením, kuchyňkou a místy pro odpočinek. Za přepážkou v přední části obytné paluby je umístěna většina řídicí elektroniky včetně pěti palubních počítačů. Pod podlahou obytné paluby se nachází klimatizační zařízení.
Řízení systémů raketoplánu zajišťuje pět hlavních palubních počítačů typu IBM AP-101S (původně AP-101) s výkonem přes 1 milion operací za sekundu a s operační pamětí 256K 32bitových slov. Během kritických fází letu, jako je vzlet a přistání, jsou všechny čtyři počítače propojeny a vzájemně se kontrolují. Pátý, vybavený jednodušším programovým vybavením, slouží jako záloha.
Navigační systém využívá především tří inerciálních plošin IMU (Inertial Measurement Units), které zásobují palubní počítače informacemi o aktuální orientaci družicového stupně v prostoru a o negravitačních zrychleních (např. působených chodem motorů). Pro jejich nastavování slouží automatické i manuální zaměřovače hvězd. Negravitační zrychlení měří i další souprava čtyř lineárních akcelerometrů. V průběhu setkávacích manévrů slouží ke stanovení vzdálenosti družicového stupně od cíle a relativní rychlosti palubní radiolokátor. Pro navigaci v závěru přistání slouží přijímač systému TACAN. V poslední době se zkušebně užívá navigační systém GPS. Vlastní pilotáž letu zajišťuje prostřednictvím hlavních počítačů autopilot, který může také přebírat příkazy pilotů z ručních ovládacích prvků, umístěných na letové palubě.
Komunikační systém pracuje v pásmech Ku (15,25 až 17,25 GHz) a S (1,7 až 2,4 GHz). Většina spojení s řídicím střediskem je zprostředkována přes družice systému TDRSS (Tracking and Data Relay Satellite System), umístěných na geostacionární dráze. V prvních přibližně 4 minutách letu může systém pracující v pásmu S komunikovat s pozemní stanicí na kosmodromu přímo. Pro spojení s Mezinárodní vesmírnou stanicí v její blízkosti nebo s členy osádky, pracujícími ve skafandrech ve volném prostoru se používá systém pracující v pásmu UKV (243 až 300 MHz). Tento systém slouží také jako záložní pro spojení s pozemními stanicemi.
V trupu je nákladový prostor o rozměrech 18,3×5,2×4,0 m. Je uzavřen dvoukřídlými dveřmi, na jejichž vnitřní straně jsou radiátory chlazení. Chladicí okruh je naplněn glykolem a odvádí teplo z nitra družicového stupně. V trupu se nachází mj. dálkový manipulátor RMS (Remote Manipulator System), tři palivové baterie s výkonem 3×7 kW (v maximu 3×12 kW) a čtyři nádrže s kyslíkem a čtyři nádrže s vodíkem nutným pro jejich provoz. V zadní části jsou umístěna tři turbočerpadla APU (Auxiliary Power Units) hydraulického systému pro ovládání motorů SSME a aerodynamických řídicích ploch.
Pod motorovým prostorem je umístěn trupový elevon. Nad motorovým prostorem jsou po stranách kýlové plochy s kormidly a aerodynamickou brzdou připevněny dva moduly manévrovacích motorů OMS (Orbital Maneuvring System), každý s jedním motorem OMS o tahu 26,7 kN, 12 řídicími motory RCS (Reaction Control System) o tahu 3,87 kN a dvěma vernierovými motory o tahu 111 N. Jako pohonné látky pro OMS a RCS slouží monometylhydrazin a oxid dusičitý. Další modul RCS se 14 motory o tahu 3,87 kN a se dvěma motory o tahu 111 N je zabudován v přídi raketoplánu před prostorem pro posádku.
Konstrukce trupu raketoplánu je vyrobena především z lehkých hliníkových slitin. Pro nejvíce mechanicky namáhané části je použito oceli a titanových slitin.
Povrch raketoplánu je pokryt systémem tepelné ochrany TPS (Thermal Protection System), chránícím trup raketoplánu před aerodynamickým ohřevem během sestupu do atmosféry Země. Nejvíce namáhané části, tj. příď trupu a náběžná hrana křídla, jsou chráněny panely z uhlík-uhlíkového laminátu, krytého glazurou ze směsi oxidu hlinitého, oxidu křemičitého a karbidu křemíku jako ochranou proti oxidaci. Spodek trupu a křídla jsou kryty dlaždicemi z vysoce porézního oxidu křemičitého, vyrobené slinutím křemenné vaty, a opatřené černou glazurou, zajišťující vysokou emitivitu (zpětné vyzařování) tepelného záření. Horní část křídla, boky trupu a boky kýlové plochy jsou kryty podobnými křemennými dlaždicemi, avšak s bílou glazurou, zajišťující vysokou reflektivitu (odrazivost) tepelného záření. Celkový počet dlaždic je přes 30 tisíc. Jejich tloušťka kolísá podle předpokládaného tepelného zatížení jednotlivých míst trupu od 25 do 125 mm. Dlaždice nejsou lepeny přímo na hliníkový trup, ale na pružnou podložku z nomexové plsti (vyrobené z aramidu) a mezi jednotlivými dlaždicemi je ponechána dilatační mezera, zaplněná pružnou ucpávkou z keramické tkaniny. Nejméně tepelně namáhaný vršek trupu (dveře nákladového prostoru) je pokryt panely FRSI (Felt Reusable Surface Insulation) z nomexové plsti. Před vyvezením raketoplánu na startovní rampu je celý povrch družicového stupně impregnován vodoodpudivým postřikem.
Pro přistání je raketoplán vybaven vysouvacím podvozkem. Pro zkrácení dojezdu po přistání je ve spodní části kýlové plochy zabudován brzdicí páskový padák.

## Historie projektu
Program STS byl oficiálně zahájen 5. ledna 1972, kdy prezident Richard Nixon oznámil, že NASA byla pověřena vyvinout mnohonásobně použitelný dopravní prostředek pro lety ze Země na oběžnou dráhu a zpět. Kromě raketoplánu bylo v plánu vyvinout též navazující systém meziorbitálních tahačů a případně i prostředků pro kyvadlovou dopravu k Měsíci a zpět, s vylepšenými verzemi rakety Saturn V pro vynášení těžkých nákladů. Tyto navazující projekty, tvořící komplex prostředků označovaných STS však nikdy nebyly realizovány.
Kvůli rozpočtovým problémům byly učiněny značné kompromisy proti původním návrhům NASA, které předpokládaly systém složený z družicového stupně (orbiteru) a nosného stupně (boosteru), s tím že oba měly být okřídlené a plně znovupoužitelné. Mimo jiné bylo kvůli ukončení výroby raket Saturn V nutné zvýšit nákladovou kapacitu na více než dvojnásobek. Dále bylo původní koncept s přímými křídly nutné změnit na dvojitou deltu kvůli problémům s jeho tepelnou ochranou a nedostatečném doletu v případě nouze (crossrange). Často je v tomto kontextu zmiňováno zapojení ministerstva obrany USA, ale jedná se pouze o mýtus. Projekt se kvůli podobným problémům několikrát měnil a konečná realizace se dostávala do skluzu. Kvůli zlevnění vývoje bylo nejdříve palivo družicového stupně přesunuto do odhazovací nádrže ET (External Tank), a poté byl okřídlený nosný stupeň nahrazen dvojicí pomocných startovacích stupňů SRB (Solid Rocket Boosters). Tyto změny zvýšily cenu za jeden let, ale výrazně snížily rozpočet pro vývoj.
Kromě několika funkčních ověřovacích modelů byl konečně postaven první letuschopný exemplář (výr. č. OV-101), který však nebyl vybaven ani tepelnou ochranou, ani kyslíkovodíkovými hlavními motory SSME a byl určen výhradně k letovým zkouškám v zemské atmosféře. Měl být původně pojmenován Constitution (Ústava), ale na základě celonárodní dopisové kampaně byl na nátlak fanoušků televizního seriálu Star Trek nakonec pojmenován Enterprise. Jeho slavnostní předání se uskutečnilo 17. září 1976 a v průběhu roku 1977 uskutečnil pět zkušebních klouzavých letů v atmosféře.
Prvním exemplářem, určeným pro lety do vesmíru, byl raketoplán Columbia (OV-102). Ten byl předán NASA 8. března 1979 a 23. března téhož roku byl letecky na hřbetě letounu Boeing 747-SCA přepraven na kosmodrom do Kennedyho vesmírného střediska. První let do vesmíru (STS-1) absolvoval ve dnech 12. až 14. dubna 1981 s dvoučlennou posádkou. Poslední let do vesmíru (STS-107) absolvoval ve dnech 16. ledna až 1. února 2003 se sedmičlennou posádkou; let však skončil havárií, při které všichni členové posádky zahynuli.
Další exemplář Challenger (OV-099) byl předělán z exempláře původně určeného k zatěžkávacím zkouškám a byl předán NASA 30. června 1982. K prvnímu letu odstartoval 4. dubna 1983. Zničen byl při havárii během startu 28. ledna 1986, při které zahynula celá sedmičlenná posádka.
Třetím exemplářem byl Discovery předaný NASA 16. října 1983. Stejně jako čtvrtý raketoplán Atlantis, dokončený 6. dubna 1985, byl ve službě až do ukončení mise.
Pátý raketoplán pojmenovaný Endeavour byl postaven jako náhrada za zničený Challenger. Do služby byl předán 25. dubna 1991.
Z rozhodnutí vlády USA měly být raketoplány Space Shuttle vyřazeny z provozu po dobudování ISS v roce 2010, avšak toto datum bylo posunuto o rok. NASA nakonec vytvořila program Commercial Orbital Transportation Services (COTS) v rámci kterého soukromé firmy SpaceX a Boeing vyvinuly pilotované kosmické lodě určené pro zajištění dopravy na Mezinárodní kosmickou stanici. Loď Dragon 2 od SpaceX vzlétla k ISS poprvé v roce 2020 v rámci mise Crew Dragon Demo 2. Loď Starliner od Boeingu uskutečnila první pilotovaný let v roce 2024 v rámci mise Boeing Crew Flight Test. Samotná agentura se soustředí na cíle mimo nízkou oběžnou dráhu Země, které bude obstarávat systém SLS s pilotovanou lodí Orion. 
Všechny čtyři vyřazené exempláře byly uloženy do muzeí, Enterprise v New Yorku, Discovery v Washingtonu, Endeavour v Los Angeles a Atlantis na Floridě, na Kennedyho letišti.

### Havárie raketoplánů

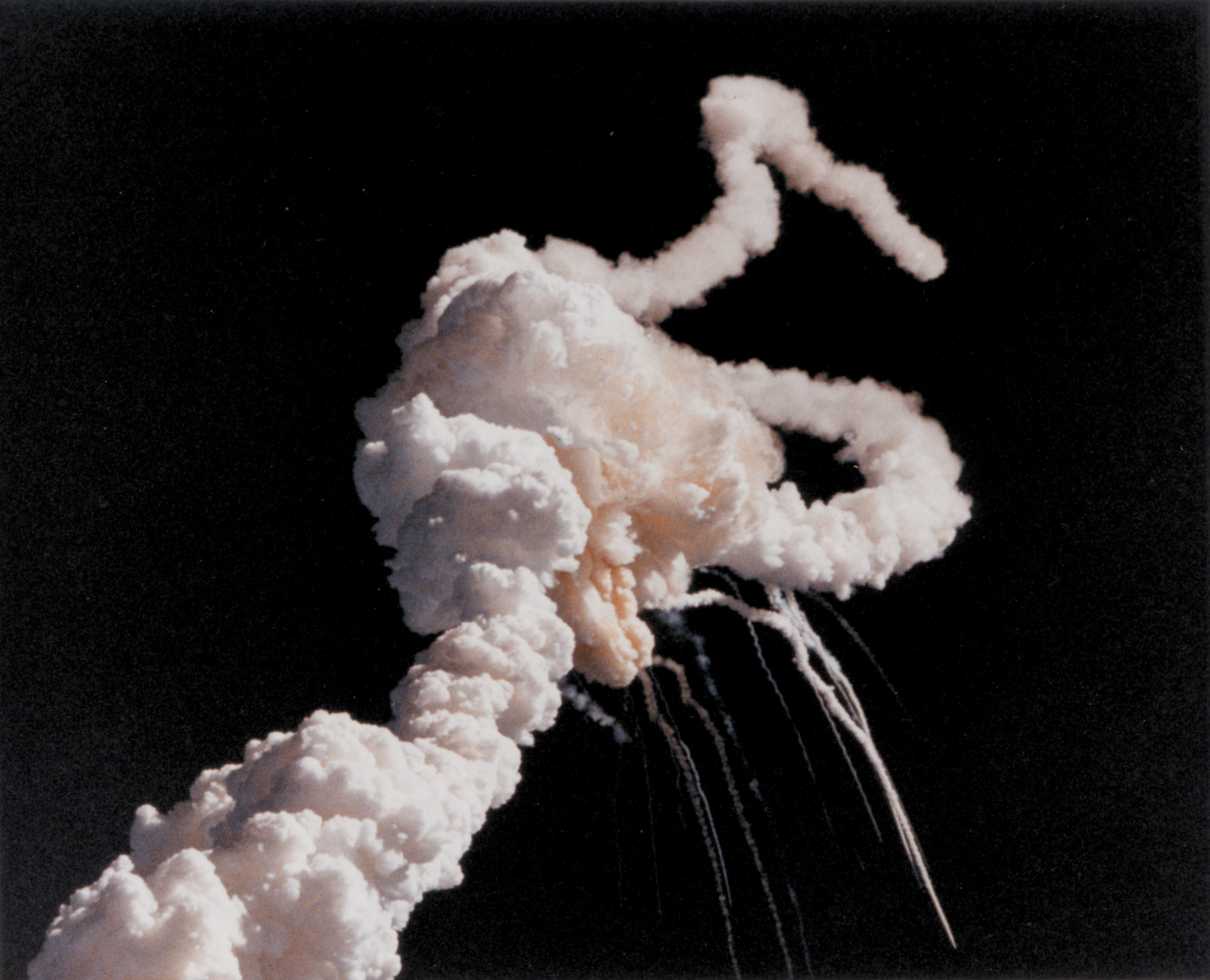
Katastrofa raketoplánu Challenger (1986)

Od zahájení provozu raketoplánů v roce 1980 došlo ke dvěma haváriím, při nichž byly zcela zničeny družicové stupně Challenger a Columbia. V obou případech zahynula celá posádka (7 lidí).

#### Challenger
K havárii došlo při startu k letu STS-51L dne 28. ledna 1986 v T +73 sekund. V průběhu vzletu došlo k prohoření těsnění ve spoji mezi dvěma segmenty pravobočního stupně SRB. Následně došlo k přehoření spodního spoje mezi SRB a ET. Stupeň SRB se pak odklonil, svoji špičkou prorazil nádrž ET a došlo k výbuchu (došlo k poškození spodní části ET – nádrže vodíku. Ten pak hořel spolu se vzdušným kyslíkem a způsobil přídavný tah. To způsobilo destrukci přepážky mezi vodíkovou a kyslíkovou částí ET, smísení paliva a oxidačního činidla a mohutný výbuch). Lety raketoplánů byly pozastaveny na dva a půl roku. Na základě výsledků vyšetřování byla změněna konstrukce spojů mezi segmenty SRB a zpřísněna pravidla pro starty za nízkých teplot na kosmodromu. Lety byly obnoveny 29. září 1988 expedicí STS-26 raketoplánu Discovery. Jako náhrada za zničený stroj byl postaven družicový stupeň Endeavour.

#### Columbia
K havárii došlo během sestupu atmosférou v závěru letu STS-107 dne 1. února 2003 ve výši 60 km nad Texasem přibližně 15 minut před plánovaným přistáním. Při startu došlo k uvolnění pěnové izolace z ET, která narazila do náběžné hrany křídla raketoplánu a vážně ji poškodila. Při návratu raketoplánu do atmosféry došlo nejprve k destrukci křídla a následně ke zničení celého raketoplánu. Obnovení letů raketoplánů bylo podmíněno splněním řady technických i organizačních změn. Lety raketoplánů byly obnoveny zkušební expedicí STS-114 raketoplánu Discovery ve dnech 26. července až 9. srpna 2005. Během startu však došlo znovu k odpadávání tepelné izolace nádrže ET, což vedlo k opětovnému přerušení letů raketoplánů. Další raketoplán odstartoval až 4. července 2006. Po havárii raketoplánu Columbia se již nepočítá se stavbou náhradního exempláře. Byly zrušeny všechny expedice raketoplánů s výjimkou letů k Mezinárodní vesmírné stanici (ISS) nutných pro její dostavbu a opravě Hubblova kosmického dalekohledu (HST), ke které došlo 11.-24.5.2009.

## Průběh typické expedice

### Pozemní přípravy

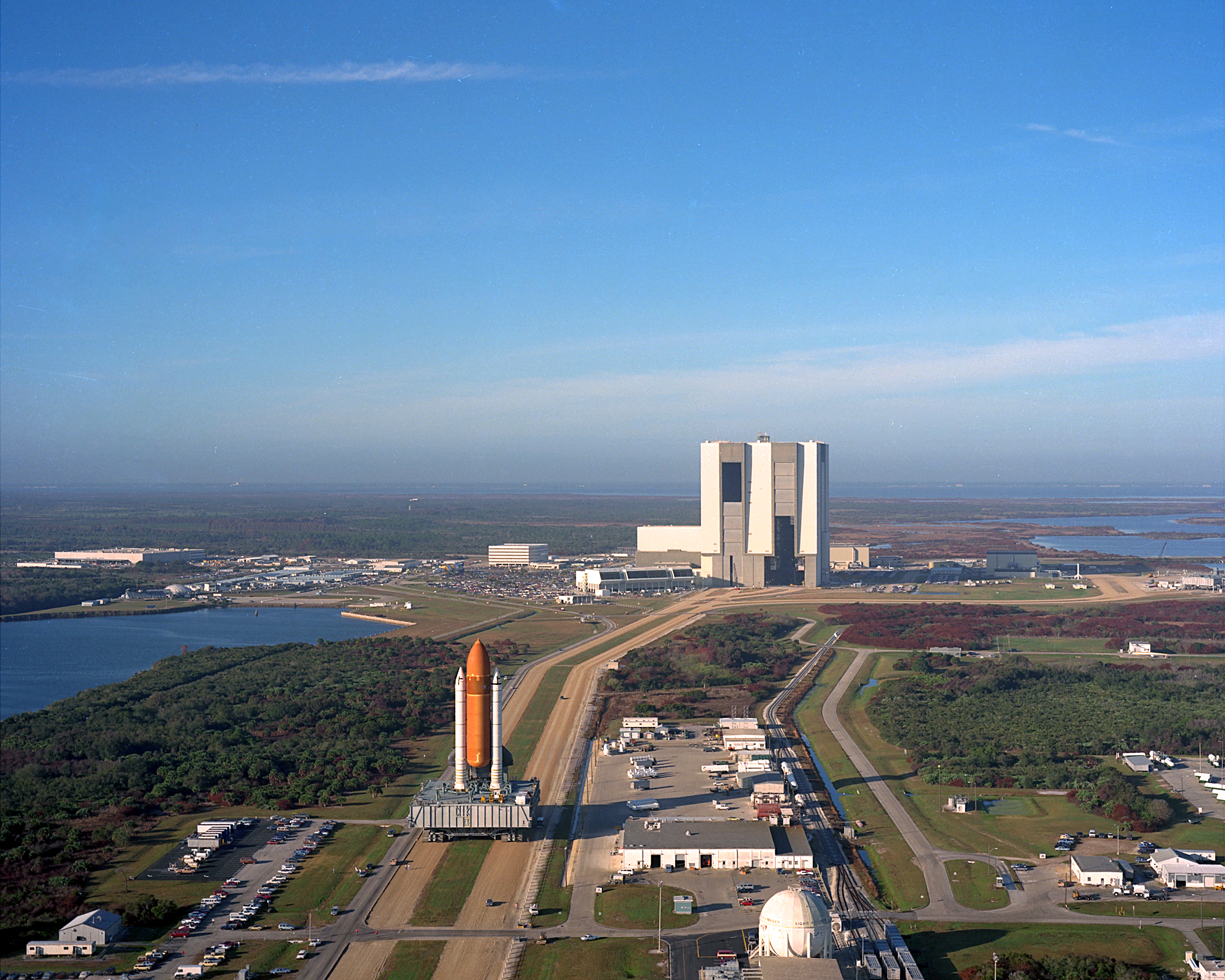
Raketoplán na pohyblivém vypouštěcím zařízení MLP při přesunu z montážní haly VAB (v pozadí) k rampě
Snímek: NASA

Družicový stupeň po návratu z předchozí mise je dopraven do jedné ze tří montážních hal OPF (Orbiter Processing Facility) k vyložení nákladu a odstrojení, v jehož průběhu jsou demontovány hlavní motory SSME a nahrazeny jinými, které mezitím prošly údržbou. Revizí procházejí také moduly manévrovacích motorů OMS a RCS, které jsou někdy též vyměňovány jako stavební celek. Kontrolou projde i systém tepelné ochrany TPS a je případně opraven a ošetřen. V OPF je do kabiny posádky a nákladového prostoru případně umístěna část užitečného nákladu.
V montážní budově VAB (Vehicle Assembly Building) jsou mezitím na pohyblivém vypouštěcím zařízení MLP (Mobile Launch Platform) sestaveny z jednotlivých segmentů oba startovací stupně SRB a poté je k nim připojena odhazovací nádrž ET. Po ukončení příprav družicového stupně v OPF je tento převezen do VAB, zdvižen jeřábem, otočen do vertikální polohy a připojen k ET. Po dokončení základních prověrek je MLP se sestaveným kompletním raketoplánem převezen pásovým transportérem na jednu ze dvou startovních ramp LC-39A nebo LC-39B (nyní jen LC-39-A), kde je MLP usazen a napojen na pozemní zařízení (rozvody elektrické energie, datové komunikační linky, rozvody dodávky stlačených plynů, provozních kapalin a pohonných látek). Na rampě proběhnou další zkoušky sestavy, završení zkušebním odpočítáváním ke startu.
Na rampě je také naloženo zbývající užitečné zatížení.
Vlastní odpočítávání ke startu začíná obvykle tři dny před očekávaným startem za stavu T -43 hodin a obsahuje řadu plánovaných přerušení, z nichž poslední dvě jsou za stavu T -20 min a T -9 min. Vlastní start začíná postupným zážehem hlavních motorů SSME počínaje v T -6,6 sekundy. V čase T -2 sekundy se zažehují motory SRB, které do 2 sekund dosáhnou maximálního tahu. V čase T jsou pyrotechnicky přeseknuty šrouby, kterými je do té doby raketoplán spojen s MLP, a následuje vzlet.

### Vzlet

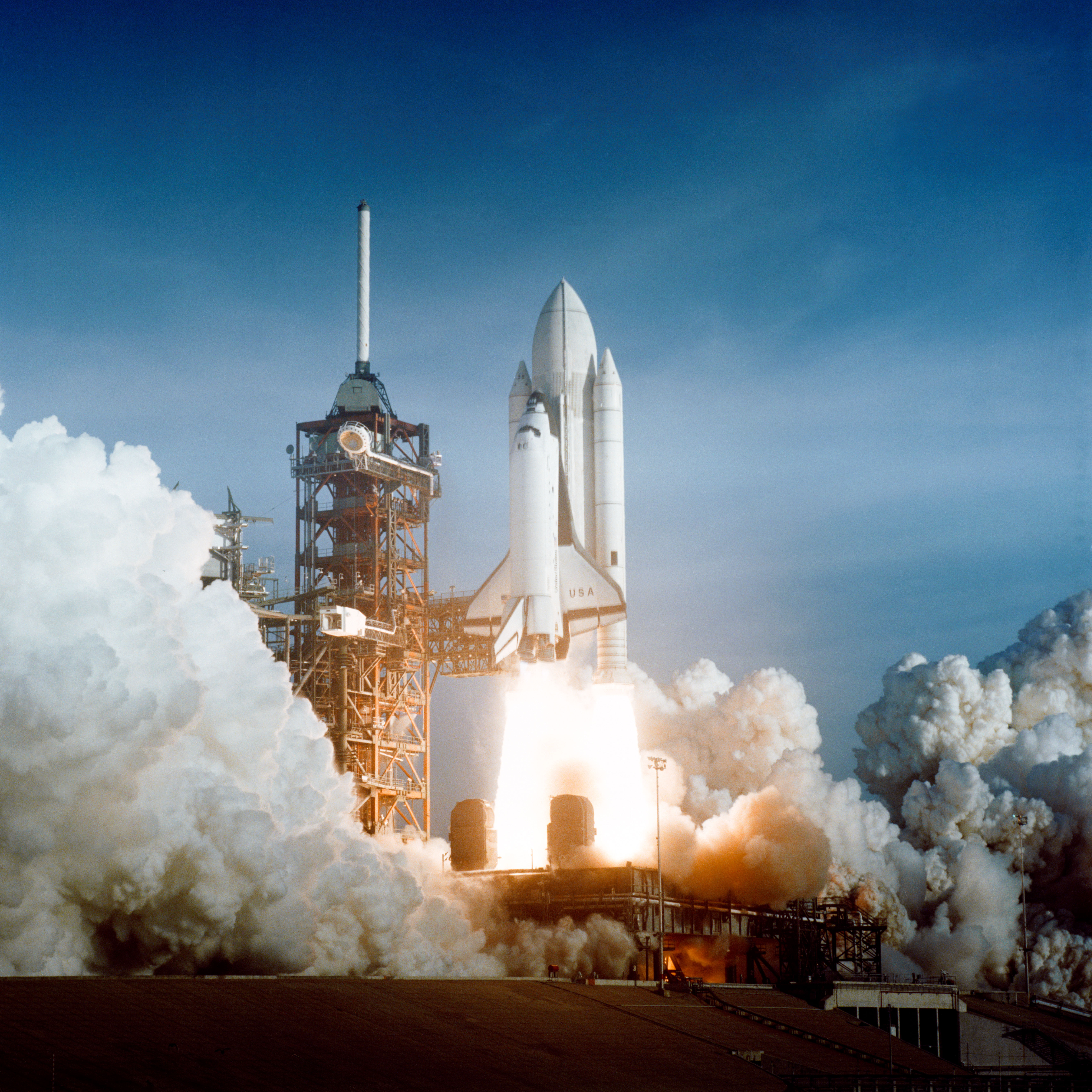
Vzlet raketoplánu Columbia k první expedici STS-1 (1981)

V okamžiku startu je tah motorů SSME nastaven na nejvyšší možnou hodnotu (107 % nominálního tahu) a také motory SRB dávají maximální tah. V T +10 s mine raketoplán nejvyšší patro obslužné věže a stáčí se podél podélné osy tak, aby jeho vertikální osa (kolmá na rovinu křídla) ležela v rovině dráhy, do níž má být naveden. Postupně se také mění klopení, takže původně vertikální stoupání se plynule mění na dopředný let. V T +50 s se snižuje tah motorů SSME na 67 %, aby se snížilo aerodynamické namáhání během změny režimu letu raketoplánu z podzvukového na nadzvukový. Maximální aerodynamické namáhání nastává při T +54 s. Přibližně v T +65 s se opět tah motorů SSME zvyšuje na 100 až 104 % nominálního tahu.
V T +120 až 130 s dohoří motory SRB a startovní stupně SRB se odhazují. Pokračují v letu po balistické dráze a posléze na padácích přibližně v T +410 s dopadají do Atlantiku.
Družicový stupeň poháněn motory SSME pokračuje v letu. Přibližně v T +450 až 460 s, když přetížení dosáhne hodnoty 3G, začnou palubní počítače snižovat tah motorů SSME tak, aby přetížení dále nevzrůstalo. Těsně před dosažením plánované rychlosti se skokem sníží tah motorů SSME na 64 %. K vypojení motorů dochází mezi T +500 až 510 s. O 20 s později je odhozena nádrž ET, která pokračuje po balistické dráze, shoří v atmosféře a její zbytky přibližně v T +86,5 min po startu dopadají do Indického oceánu.

### Nouzové přerušení startu
Dojde-li k výpadku jednoho nebo více motorů SSME během vzletu nebo jiné závažné závadě na systémech raketoplánu, je nutno vzlet raketoplánu nouzově ukončit. Časy, uvedené v dalších odstavcích jsou uvedeny pro případ výpadku jednoho motoru; v případě výpadku více motorů nebo jiných závad, se podstatným způsobem liší. Časové intervaly se překrývají, někdy lze využít více alternativních způsobů.

#### Manévr RTLS (Return to Launch Site)
Pokud se tak stane v době od T +0 do přibližně T +245 s, raketoplán pokračuje v dopředném letu do odhození startovacích stupňů (pokud již k němu nedošlo) tak dlouho, až je spotřebována část pohonných látek z nádrže ET. Pak se družicový stupeň otočí, aby motory SSME nejprve vynulovaly dopřednou rychlost a naopak raketoplán urychlily zpět směrem k místu startu, Po vyčerpání pohonných látek je ET odhozena a raketoplán přistává na KSC.

#### Manévr TAL (Trans-Atlantic Landing)
Tento manévr se používá v době od přibližně T +150 s do T +275 s. V tomto případě se raketoplán uvede do více či méně strmě stoupajícího letu, aby vyčerpal přebytečné pohonné látky a po odhození ET družicový stupeň přistává na záložním letišti v západní Evropě nebo západní Africe (podle sklonu plánované dráhy).

#### Manévr ATO (Abort to Orbit)
Při tomto manévru, který může být uskutečněn po T +260 s, je raketoplán naveden na bezpečnou oběžnou dráhu kolem Země, avšak podstatně nižší než byla plánovaná, a proto není možno splnit úkoly dané mise. Používá se v případě, že nehrozí bezprostřední nebezpečí a raketoplán může setrvat na oběžné dráze delší dobu a případně plnit náhradní úkoly. Jako jediný byl tento nouzový režim použit v praxi, během mise STS-51-F.

#### Manévr AOA (Abort Once Around)
Tento manévr se používá též po T +260 s, a to v případě, že buď není možno dosáhnout bezpečné stabilní oběžné dráhy, nebo hrozí nebezpečí z prodlení (např. dehermetizace obytných prostor). Družicový stupeň je naveden na takovou dráhu, ze které může uskutečnit přistání na území USA po necelém jednom oběhu kolem Země.

#### Nouzové navedení na oběžnou dráhu
Dojde-li k výpadku jednoho motoru SSME po T +305 s, výkon zbývajících motorů spolu se zásobami pohonných látek pro motory OMS obvykle stačí k tomu, aby byl družicový stupeň naveden na plánovanou oběžnou dráhu a mohl tak splnit všechny nebo většinu stanovených úkolů.

### Operace na oběžné dráze

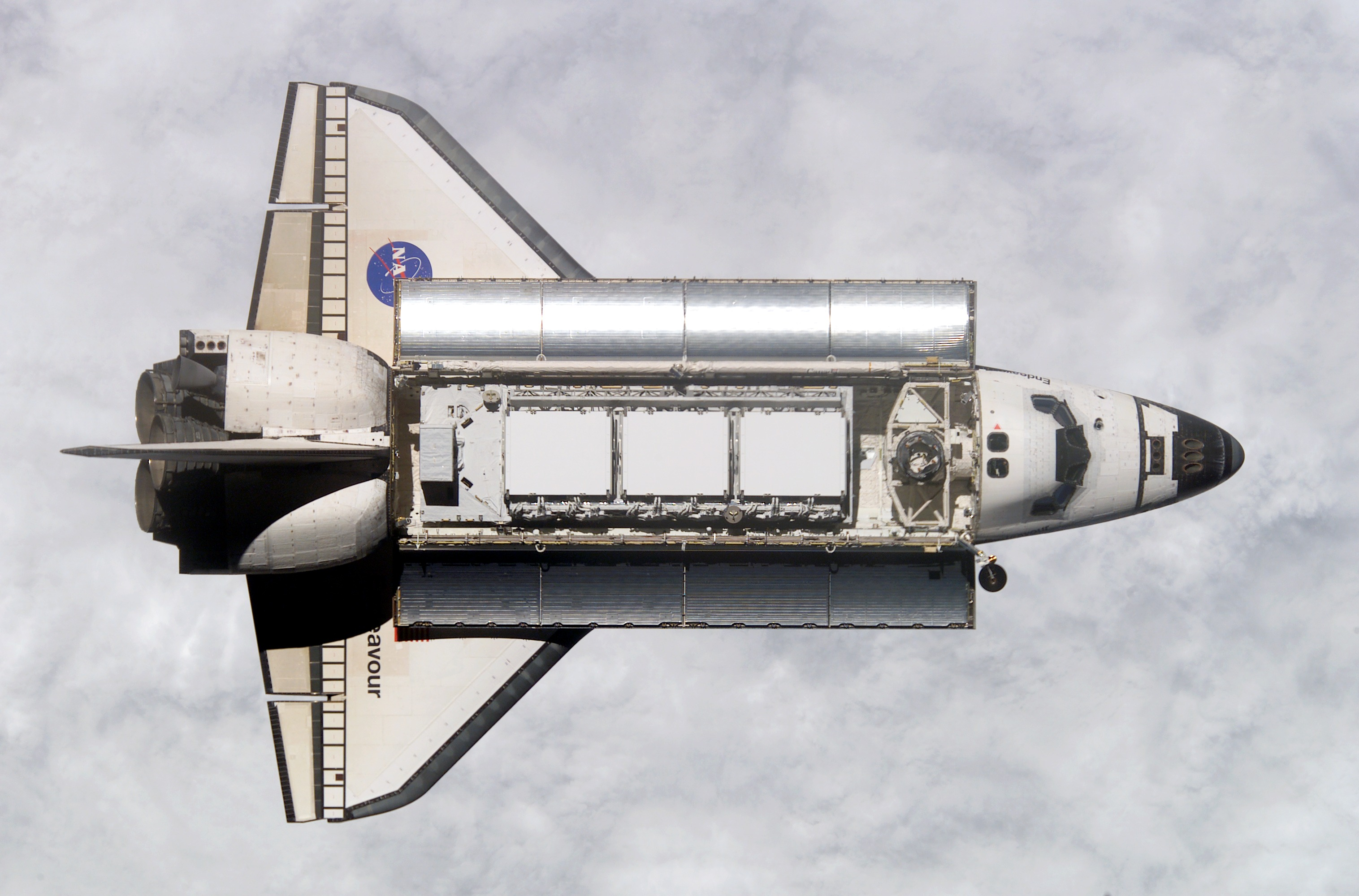
Raketoplán Endeavour při pohledu z ISS
Snímek: NASA

Po odhození ET pokračuje družicový stupeň v letu po suborbitální dráze. Po dosažení apogea této dráhy přibližně v T +40 min se zapojí oba manévrovací motory OMS, které zvýší rychlost raketoplánu tak, aby se dostala na stabilní výchozí dráhu. Po prvotní prověrce systémů jsou otevřeny dveře nákladového prostoru, aby mohly začít fungovat radiátory klimatizačního systému. Poté jsou obvykle vypojeny tři z pěti hlavních palubních počítačů pro úsporu elektrické energie.
Následují operace na oběžné dráze, specifikované úkoly té které mise.
Den před návratem z oběžné dráhy se uskutečňuje důkladná kontrola všech systémů družicového stupně včetně zkušebního zážehu motorů OMS a RCS. V obytné kabině jsou uloženy resp. upoutány všechny předměty.
V den návratu jsou na obytné palubě reinstalována křesla, posádka si oblékne lehké skafandry a připraví se na sestup.

### Návrat na Zemi
Družicový stupeň se otočí zádí proti směru letu a jsou zapojeny motory OMS, které sníží jeho rychlost o 85 až 110 m/s. Tím se původní dráha změní na eliptickou s perigeem pod horní hranicí atmosféry. Po ukončení manévru se raketoplán otočí do polohy pro vstup do atmosféry (přídí vpřed, podélnou osou asi 30° nad horizont). Do atmosféry vstupuje družicový stupeň v referenční výši 121 km rychlostí asi 7,6 km/s asi 30 až 35 min před dosednutím na přistávací dráhu a ve vzdálenosti přes 8000 km od místa přistání.

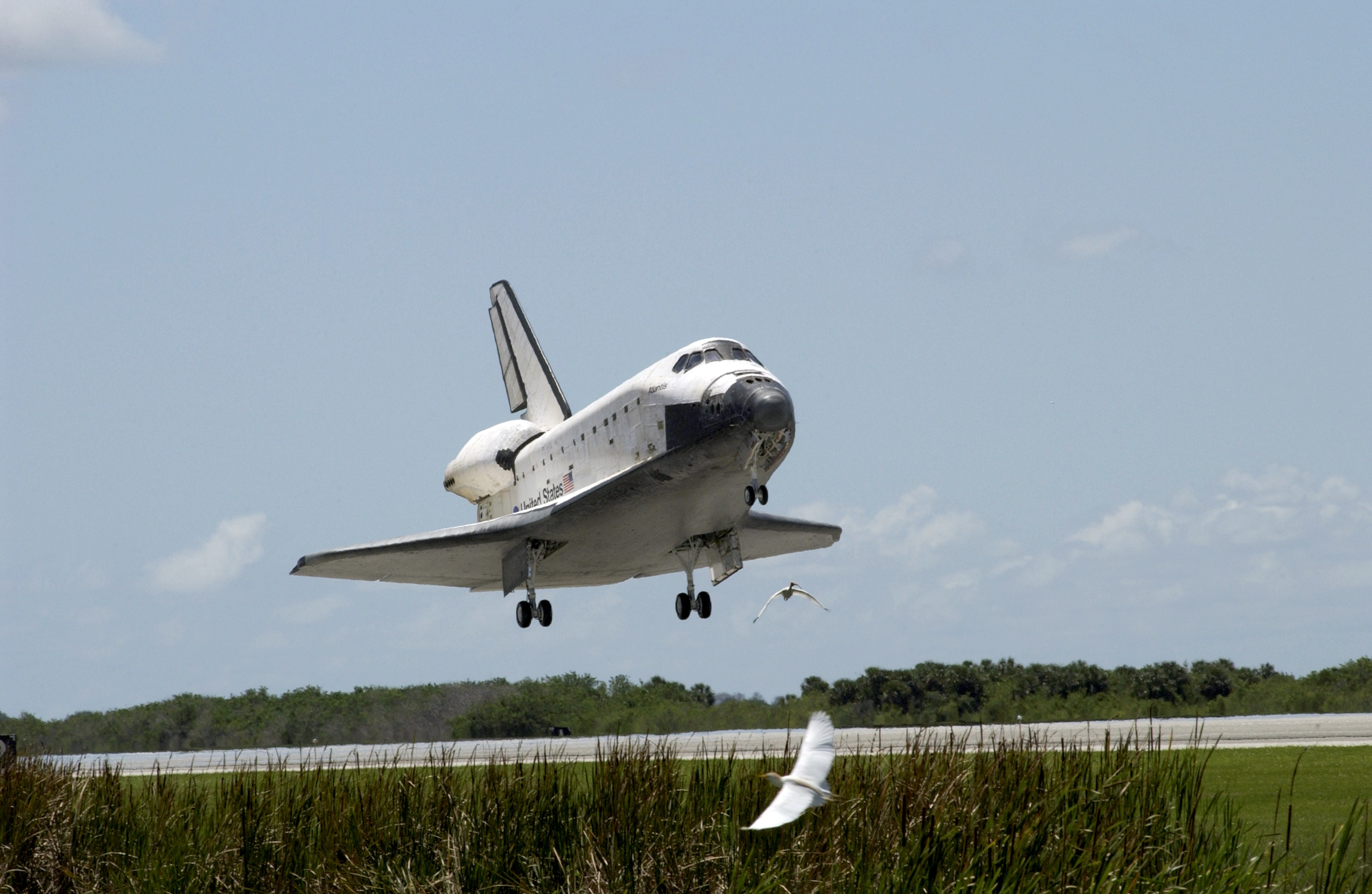
Přistání raketoplánu Atlantis po misi STS-110
Snímek: NASA

Během sestupu atmosférou ztrácí družicový stupeň rychlost díky aerodynamickému odporu. Jeho kinetická energie se mění na tepelnou a okolní vzduch se v rázové vlně ohřívá na vysokou teplotu a ionizuje se. Tepelná energie z rázové vlny se v prvních fázích sestupu částečně přenáší na povrch raketoplánu především zářivým přenosem (radiačně). Povrch se zahřívá na nejvíce zatížených místech až na 1500 °C. V pozdějších fázích sestupu, kdy se raketoplán pohybuje v hustších vrstvách atmosféry, přechází proudění kolem něj z laminárního na turbulentní. K radiačnímu přenosu se přidává i přenos tepla vedením a náběžné hrany mohou být vystaveny teplotám až 1800 °C.
Pro urychlení brzdění raketoplán během prvních 20 min po vstupu do atmosféry vykoná dvě střídavě pravotočivé a levotočivé zatáčky. Po dobu 20 minut jsou astronauti vystaveni přetížení maximálně 1,5 g. Po snížení rychlosti na 760 m/s ve výšce kolem 25 km a vzdálenosti přibližně 100 km od místa přistání zahájí raketoplán kontrolované aerodynamické brzdění TAEM (Terminal Area Energy Management), aby do oblasti letiště přiletěl ve výši 9,5 km rychlostí kolem 240 m/s. Poté přejde do zatáčky HAC (Heading Alignment Circle) s poloměrem 5 až 6 km která jej navede rychlostí 150±6 m/s na sestupnou dráhu v ose přistávací dráhy ve výši 3 km, 12,8 km od prahu dráhy asi jednu minutu před dosednutím.
Klouzavý sestup probíhá velmi strmě, pod úhlem 17° až 19° k horizontále (tedy asi sedmkrát strměji, než běžné dopravní letadlo). Dvacet sekund před dosednutím ve výši kolem 500 m je úhel klesání snížen na 1,5° a posádka vysouvá podvozek. Závěrečné podrovnání ve výši 25 m sníží vertikální rychlost na méně než 2,7 m/s. Družicový stupeň dosedá asi 65 m za prahem dráhy přistávací rychlostí mezi 340 a 360 km/h (podle hmotnosti nákladu) nejprve koly hlavního podvozku (pod křídlem), pak se vypouští brzdicí padák. Přibližně 20 až 30 s po prvním dotyku se zemí dosednou na dráhu i pneumatiky příďového podvozku a zhruba o minutu později se raketoplán zastavuje.

## Statistika letů k ukončení provozu, přehled vyrobených exemplářů
| Stroj      | Výrobní číslo        | Dní ve vesmíru   | Oběhů Země | Uletěná vzdálenost (km) | Počet startů | Nejdelší let (dní) | Osob | Výstupy do vesmíru | Spojení se stanicemi Mir / ISS | Počet vypuštěných družic a sond | Poznámky                                                                                |
| ---------- | -------------------- | ---------------- | ---------- | ----------------------- | ------------ | ------------------ | ---- | ------------------ | ------------------------------ | ------------------------------- | --------------------------------------------------------------------------------------- |
| Pathfinder | OV-098 (neoficiální) |                  |            |                         |              |                    |      |                    |                                |                                 | hmotnostní maketa pouze pro zkoušky pozemních systémů                                   |
|            | MPTA-ET              |                  |            |                         |              |                    |      |                    |                                |                                 | nádrž ET pro zkoušky motorů SSME (Main Propulsion Test Article)                         |
|            | MPTA-098             |                  |            |                         |              |                    |      |                    |                                |                                 | pouze motorový prostor pro zkoušky motorů SSME                                          |
|            | STA-099              |                  |            |                         |              |                    |      |                    |                                |                                 | určen pro lámací zkoušky (Structural Test Article), později přestavěn na OV-099         |
| Enterprise | OV-101               | 0                | 0          | 0                       | 5            | 5 min 34 s         | 16   | 0                  | 0/0                            | 0                               | použit pouze pro klouzavé zkušební lety v atmosféře, startoval z upraveného Boeingu 747 |
| Columbia   | OV-102               | 300d 17h 47m 15s | 4 808      | 201 497 772             | 28           | 17d 15h 53m 18s    | 160  | 7                  | 0 / 0                          | 8                               | zničen při havárii na misi STS-107 1. února 2003                                        |
| Challenger | OV-99                | 62d 07h 56m 15s  | 995        | 41 527 416              | 10           | 08d 05h 23m 33s    | 60   | 6                  | 0 / 0                          | 10                              | přestavěn ze STA-099, zničen při havárii na misi STS-51-L 28. ledna 1986                |
| Discovery  | OV-103               | 364d 22h 39m 29s | 5 830      | 238 539 663             | 39           | 15d 02h 48m 08s    | 252  | 35                 | 1 / 13                         | 31                              | Po vyřazení vystaven v muzeu                                                            |
| Atlantis   | OV-104               | 306d 14h 12m 43s | 4 848      | 202 673 974             | 33           | 13d 20h 12m 44s    | 207  | 25                 | 7 / 12                         | 14                              | Po vyřazení vystaven v muzeu                                                            |
| Endeavour  | OV-105               | 296d 03h 34m 02s | 4 677      | 197 761 262             | 25           | 16d 15h 08m 48s    | 154  | 29                 | 1 / 12                         | 3                               | Po vyřazení vystaven v muzeu                                                            |
| Celkem     |                      | 1330d 18h 9m 44s | 21 158     | 882 000 087             | 135          | 71d 11h 32m 05s    | 849  | 101                | 9 / 37                         | 66                              |                                                                                         |

## Exempláře vyřazené z provozu
Tři dochované raketoplány programu Space Shuttle jsou po jeho ukončení vystaveny ve Spojených státech v různých muzeích a vzdělávacích institucích. Discovery je od dubna 2012 v Národním muzeu letectví a kosmonautiky v blízkosti Washington, D.C. Atlantis je od listopadu 2012 vystaven v areálu kosmodromu Kennedyho vesmírné středisko (Visitor Complex) na Floridě. Endeavour je od října 2012 vystaven v California Science Center v Los Angeles.
Testovací exemplář Enterprise je od roku 2012 v Intrepid Sea, Air & Space Museum v New Yorku. Independence, maketa raketoplánu v plném měřítku s vnitřním přístupem je v Johnsonovo vesmírném středisku v Houstonu, je položená na nosiči raketoplánů, modifikovaném Boeingu 747. Inspiration, maketa raketoplánu s veřejně přístupným vnitřním prostorem, je vystavená u Síně slávy astronautů Spojených států na Floridě.

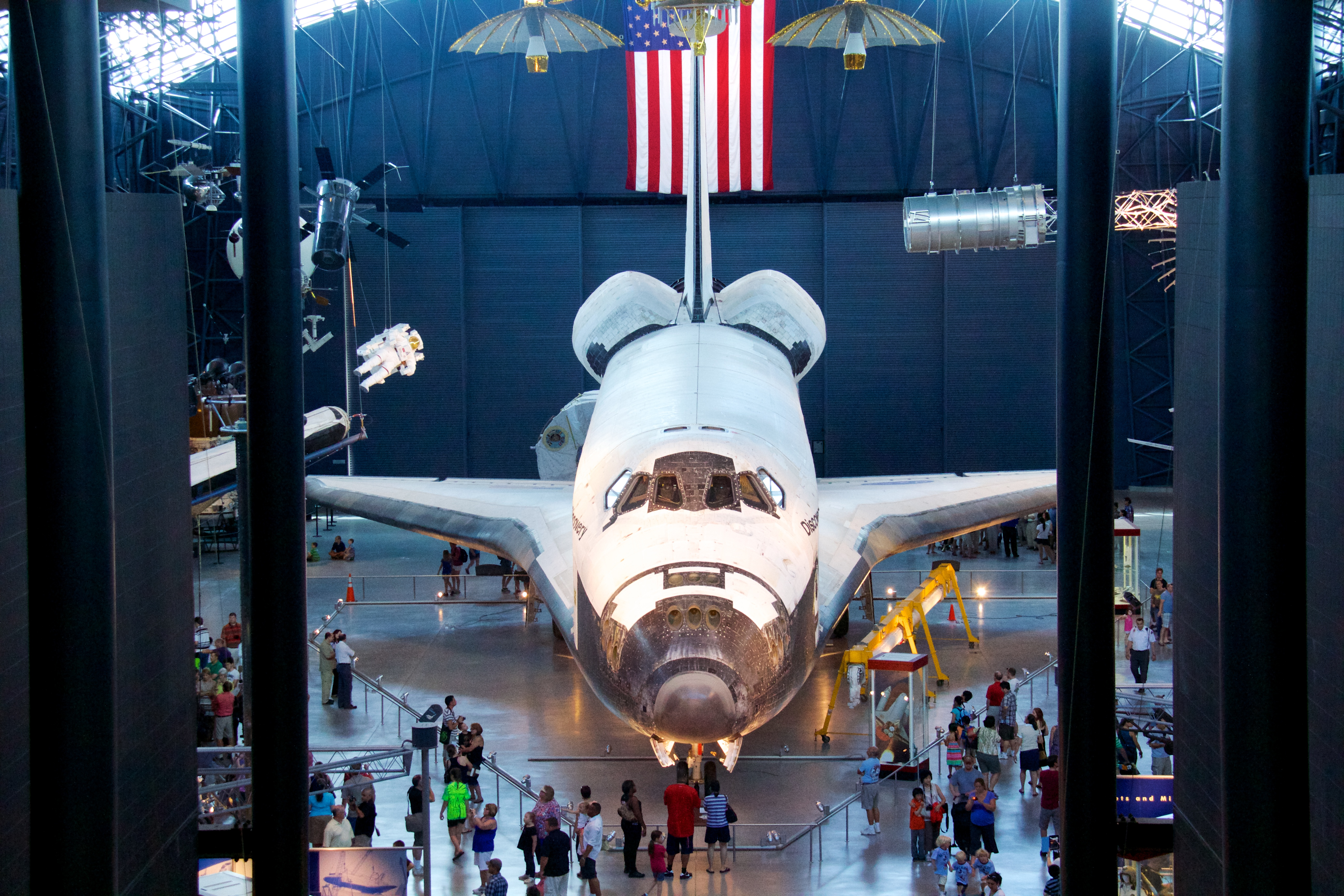
Discovery u Washingtonu D.C.
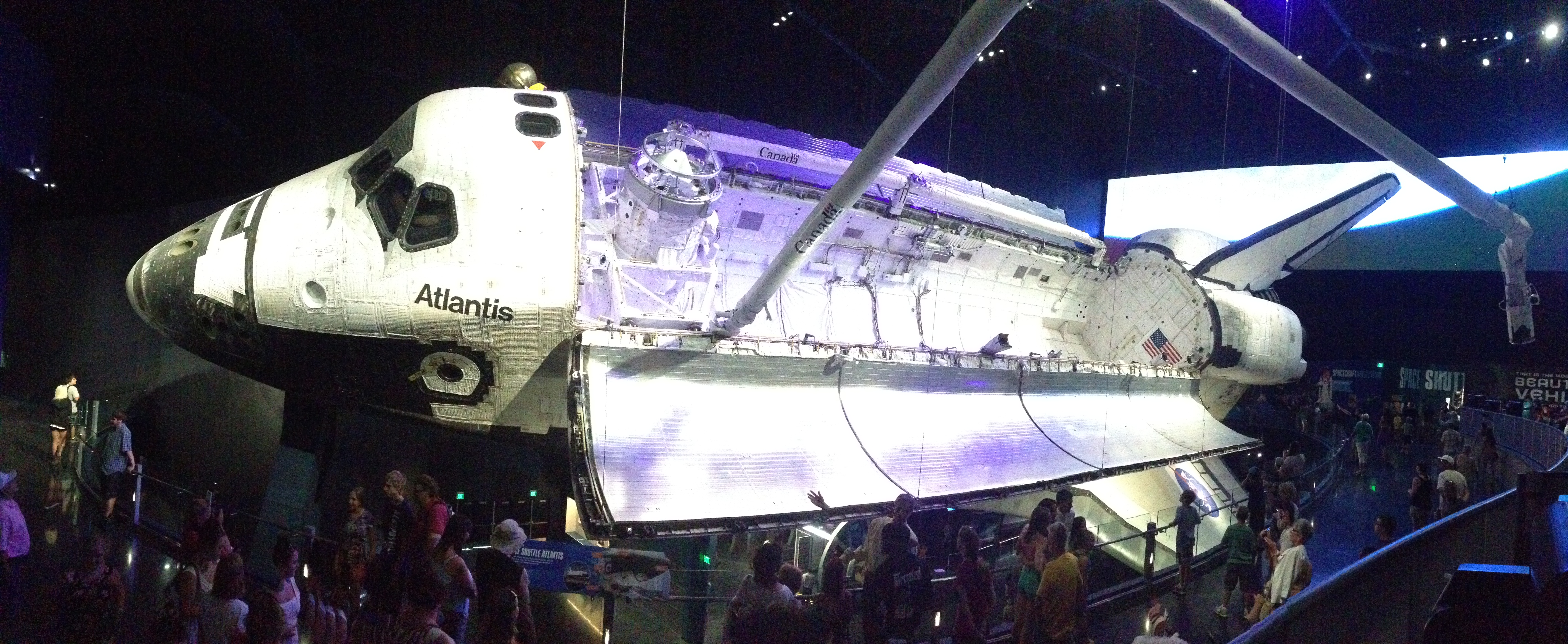
Atlantis na Floridě
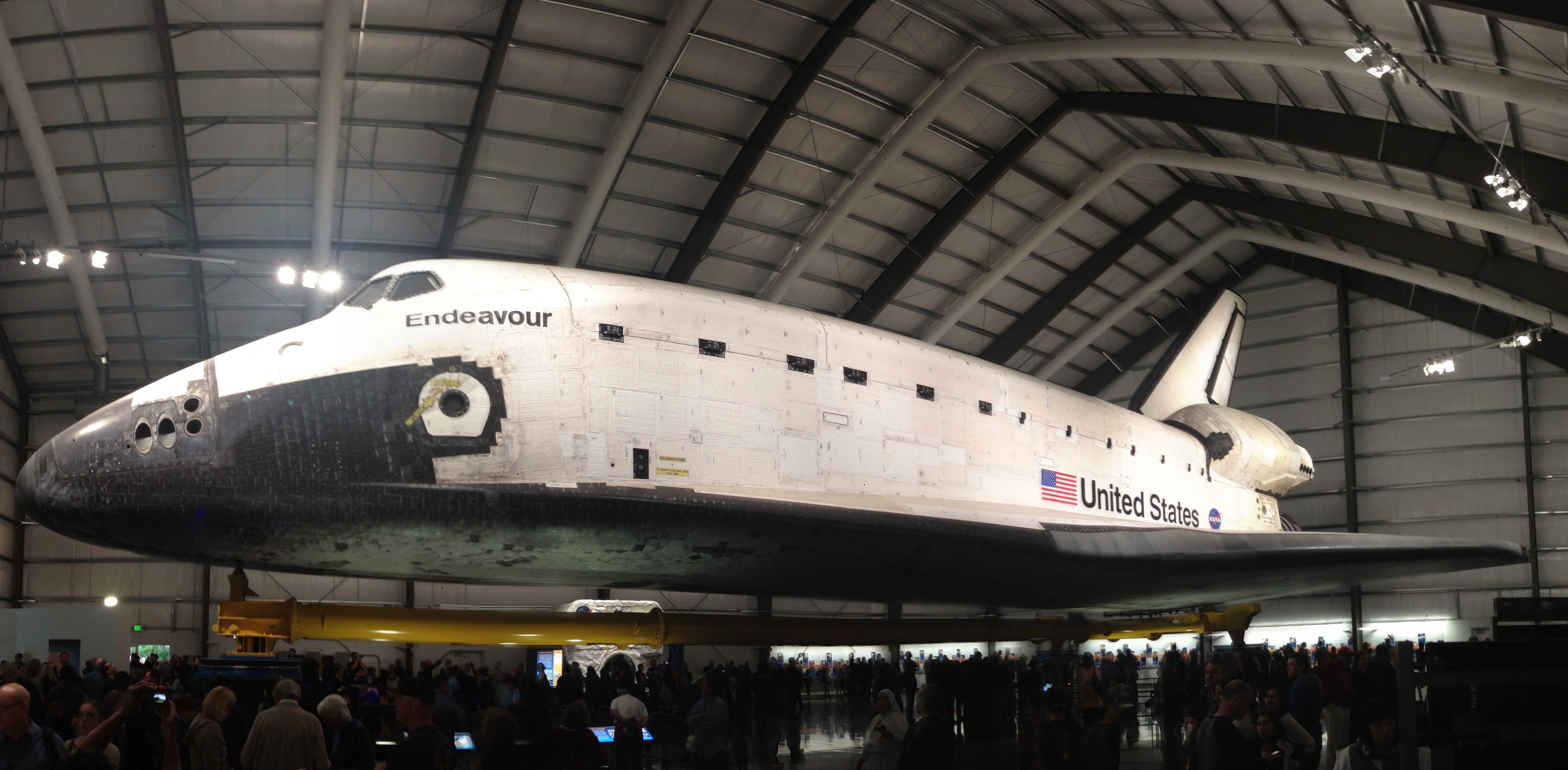
Endeavour v Los Angeles
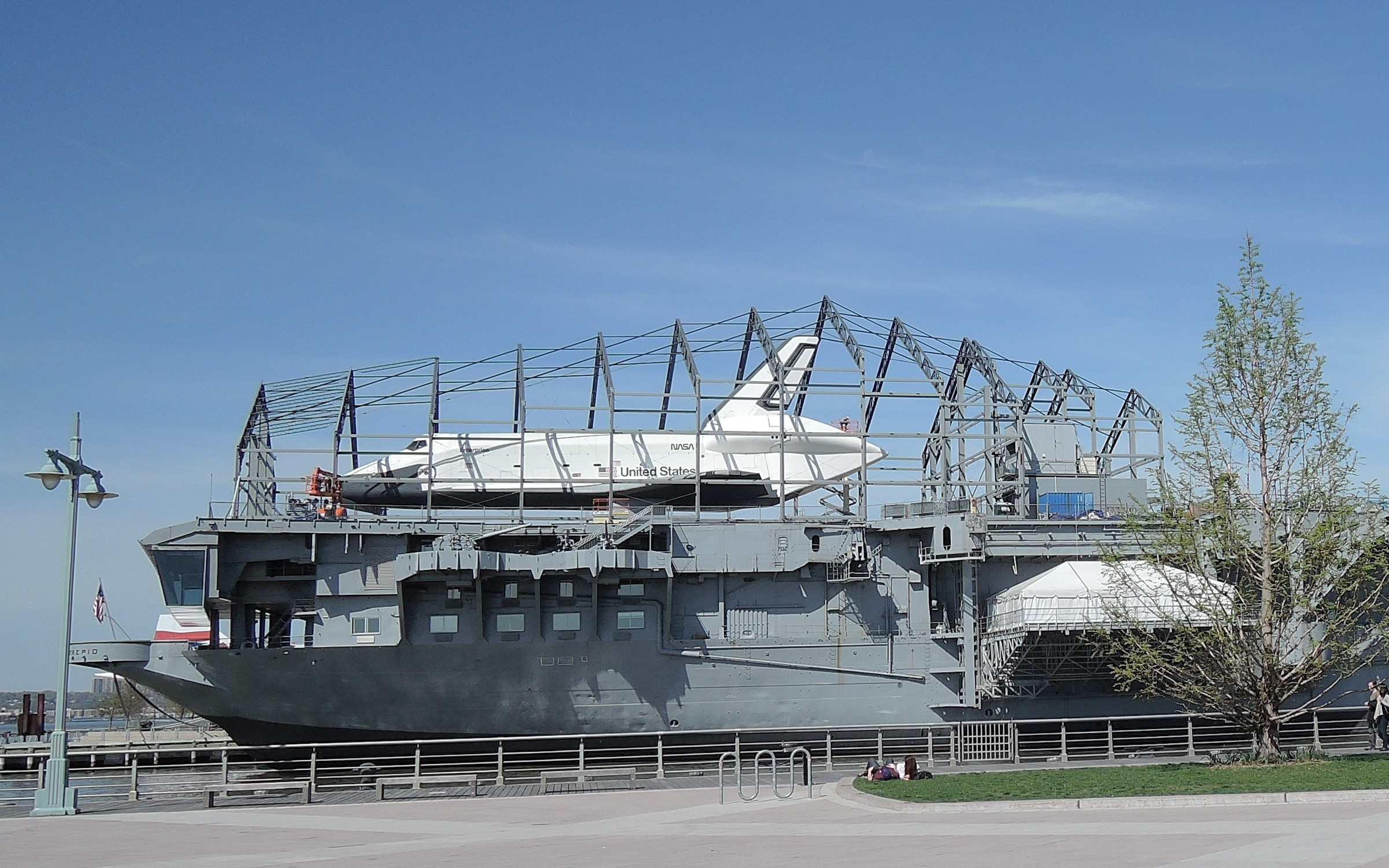
Testovací raketoplán Enterprise
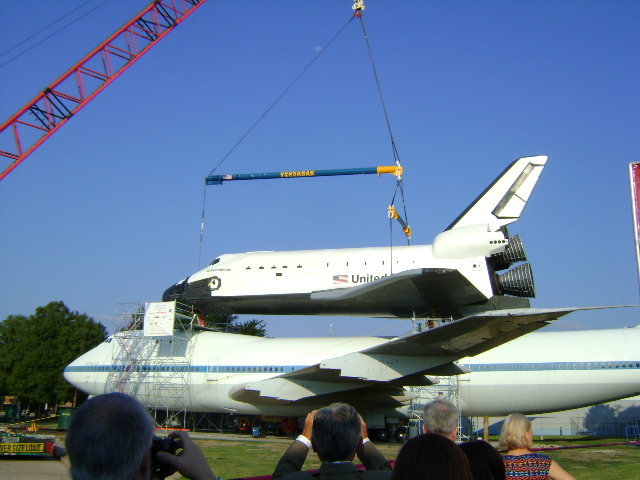
Maketa Independence
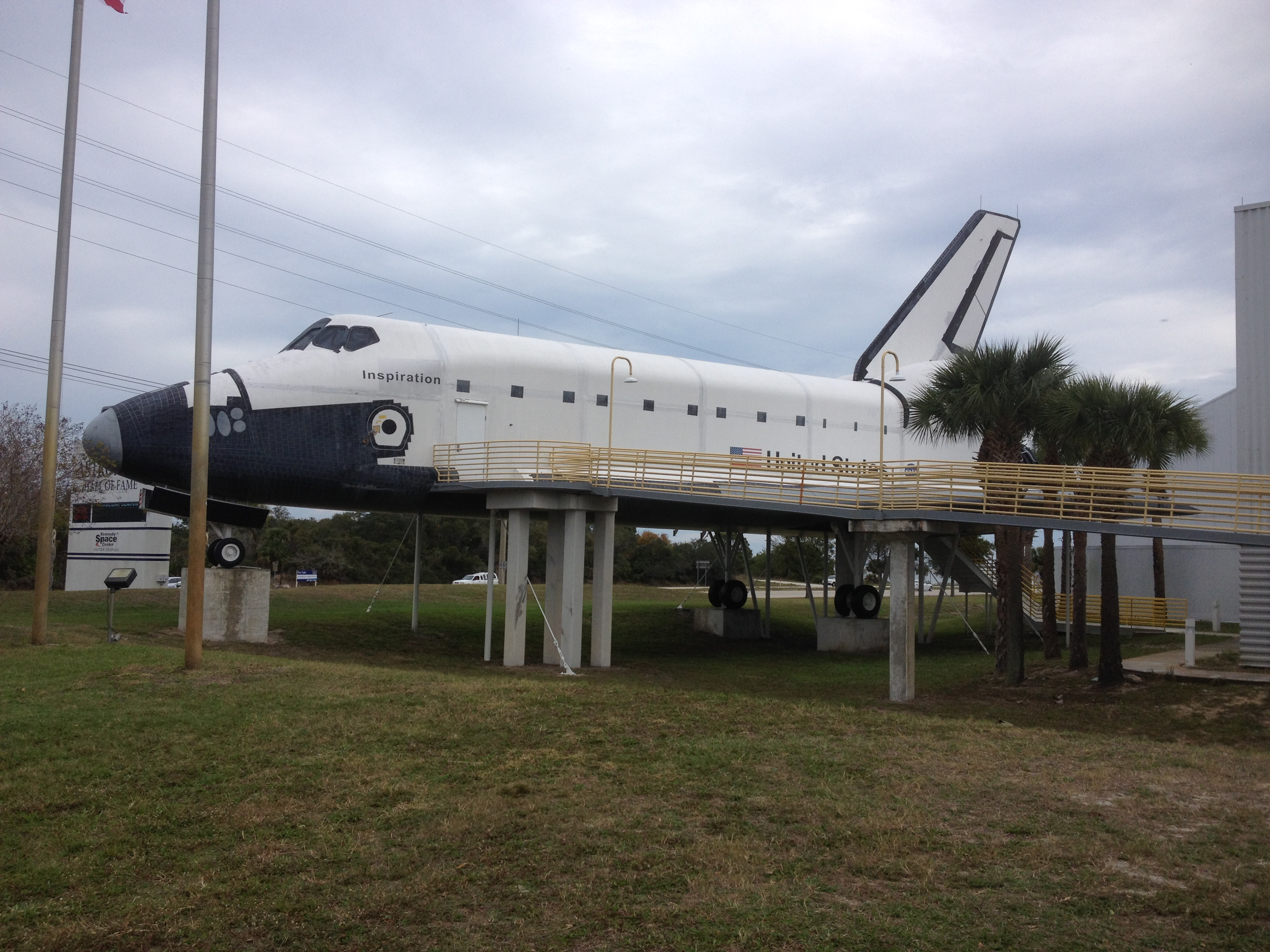
Maketa Inspiration

## Původ názvu
První slovo názvu, space, je zkrácením dvouslovného termínu outer space, tedy okolní vesmír; druhá část shuttle v původním slova významu znamená člunek tkalcovského stavu nebo šicího stroje, tedy součástku, vykonávající nepřetržitý pohyb tam a zpět. V americké angličtině je tento pojem v přeneseném významu používán pro označení dopravního prostředku kyvadlové přepravy (např. vlak, autobus, přívozní loď apod.). Ve spojení space shuttle tedy znamená dopravní prostředek pro kosmickou kyvadlovou přepravu.